# Partido Comunista Marxista-Leninista (Turquia)
O Partido Comunista Marxista-Leninista (em em turco:  Marksist-Leninist Komünist Partisi), abreviado MLKP é um partido comunista clandestino de tendencia hoxhaista na Turquia. Foi fundado em 1994 e está envolvido no conflito de Rojava desde 2012. O partido surgiu como uma dissidência do Partido Comunista da Turquia/Marxista-Leninista.

## História
O MLKP foi formado em setembro de 1994, através da unificação do Partido Comunista da Turquia/Marxista-Leninista - Hareketi (TKP/ML-Hareketi) e do Movimento Operário Comunista da Turquia (TKİH). TKP/ML-Hareketi era o maior dos dois. Ambos os grupos vieram do campo pró-albanês durante a ruptura sino-albanesa. O processo de unificação dos grupos teve início em 1989. Inicialmente, o MLKP se autodenominava MLKP-Kuruluş (MLKP-Fundação).
Em setembro de 1995, no primeiro congresso do MLKP-K, o Partido Comunista da Turquia/Marxista-Leninista (Nova Organização de Construção) (TKP/ML (YİÖ)) fundiu-se ao partido, e o nome foi mudado para MLKP. Mais tarde no mesmo ano ocorreu uma divisão, e o Partido Comunista - Organização de Desenvolvimento (KP-İÖ) foi formado.
O MLKP é designado como uma organização terrorista ativa na Turquia pelo Departamento de Operações e Combate ao Terrorismo da Direção Geral de Segurança. Durante a investigação do Ergenekon, promotores alegaram que Ergenekon planejava assumir o MLKP, bem como o Partido dos Trabalhadores do Curdistão, e que foi bem-sucedido até certo ponto. Na mesma investigação, apurou-se que as granadas de mão encontradas no Tenente Coronel Mustafa Dönmez' tinham o mesmo número de série que as utilizadas pelo MLKP.

## Organização
A ala jovem do MLKP é chamada de Organização da Juventude Comunista (Komünist Gençlik Örgütü em turco, abreviado como KGÖ).
O MLKP mantém um braço armado chamado Forças Armadas dos Pobres e dos Oprimidos (Fakirlerin ve Ezilenlerin Silahlı Kuvvetleri em turco, abreviado como FESK). O grupo teve exposição internacional no atentado ao Hilton Istanbul Bosphorus antes da cúpula de Istambul de 2004, onde quatro pessoas foram mortas. Em abril de 2015, foi anunciado que o MLKP fundou um centro de treinamento militar permanente em áreas controladas pelo PKK no Curdistão iraquiano. Em julho de 2015, tentaram um ataque a bomba no Star Media Group (Turquia).
A organização teve três periódicos: Atılım ( O Salto ) ou Yeni Atılım (O Novo Salto), um boletim de notícias diário, Partinin Sesi (A Voz do Partido), uma publicação institucional e Teoride Doğrultu (A Direção Teórica), uma revista teórico-política). A 26ª e última edição de Teoride Doğrultu foi publicada em 2006.

### Recursos Humanos
Um estudo realizado pelo Departamento de Contraterrorismo e Operações da Direção Geral de Segurança sobre uma amostra de arquivos sobre pessoas condenadas por serem terroristas sob as leis turcas, incluindo 826 militantes da organização e as outras três organizações de esquerda atualmente ativas (ver referência 1) 65% dos membros têm entre 14 e 25 anos, 16,8% entre 25 e 30 anos e 17,5% têm mais de 30 anos. Os graduados universitários representam 20,4% dos membros, os graduados do ensino médio 33,5%, os graduados do ensino médio 14%, os graduados do ensino fundamental 29,9% e os analfabetos 1,9% (embora não tenham membros não graduados alfabetizados).

## Envolvimento na Guerra Civil Síria
O MLKP tem enviado voluntários para a Síria para lutar com as Unidades de Proteção Popular (YPG) do PYD de Rojava (Curdistão sírio) desde 2012. Pelo menos quatro desses combatentes foram mortos em batalha em fevereiro de 2015 – um durante a Batalha de Ras al-Ayn e três durante o Cerco de Kobanî. O MLKP também declarou sua intenção de formar uma brigada internacional de esquerda dentro do YPG, modelada após as famosas Brigadas Internacionais que lutaram ao lado da Segunda República Espanhola na Guerra Civil Espanhola. O partido divulgou um vídeo no final de janeiro de 2015, pretendendo mostrar vários voluntários comunistas de língua espanhola e alemã da Europa entre suas fileiras no cantão de Jazira. Em março de 2015, Ivana Hoffmann, membro do MLKP e cidadã alemã e filha de mãe alemã e pai togolês, foi morta em confrontos com o Estado Islâmico do Iraque e do Levante.
O MLKP também estabeleceu um ramo político em territórios governados pelo PYD, conhecido como MLKP (Rojava).
Os combatentes do MLKP também se juntaram às formações do Partido dos Trabalhadores do Curdistão (PKK) que lutam no norte do Iraque em defesa da minoria Yezidi de Sinjar.